# Anangu Pitjantjatjara Yankunytjatjara
Anangu Pitjantjatjara Yankunytjatjara (APY) es una extensa área de gobierno local aborigen ubicada en la región del noroeste del estado australiano de Australia Meridional. Habitada por miembros de los pueblos Pitjantjatjara, Yankunytjatjara y Ngaanyatjarra (o Anangu), tiene una población aproximada de 2.500 personas.

## Descripción e historia
El consejo fue formado en 1981 con la aprobación de la Ley de Derechos de Tierra Anangu Pitjantjatjara Yankunytjatjara de 1981 por parte del Parlamento de Australia Meridional, e incluye a los pueblos Pitjantjatjara, Yankunytjatjara y Ngaanyatjarra. Estos grupos han estado asociados a esta región por mucho tiempo.
'Ara Irititja' es un proyecto de APY, iniciado en 1994 para identificar, copiar y registrar electrónicamente materiales históricos relacionados con los Anangu (pueblos Pitjantjatjara/Yankunytjatjara). Su propósito es prevenir la pérdida de su historia, y permitir la enseñanza de la misma a otras personas de la comunidad.
Los habitantes de la región no han tenido ningún desarrollo económico de importancia además del turismo, pero ha habido propuestas para permitir operaciones mineras en la región. Los campos de ópalo de Mintable se encuentran cerca de esta zona, aunque no forman parte del LGA.
La Sierras Musgrave en las tierras Pitjantjatjara, en el extremo noroeste de Australia Meridional, han sido identificadas como una zona con un potencial minero y petrolero evaluado en miles de millones de dólares. No obstante, el pueblo Yankunytjatjara Pitjantjatjara se ha mostrado cauteloso en cuanto a la apertura del área para la minería, ya que les preocupa el impacto que tendrían estas actividades sobre sus sitios sagrados y el medio ambiente. Las compañías mineras están entrando en charlas para poder alivianar estas preocupaciones.
Durante décadas dos de los problemas más importantes en las tierras APY han sido los bajos estándares del cuidado de la salud (en comparación con el resto de Australia) y el abuso de drogas, en particular alcohol, inhalación de gasolina, cannabis y recientemente otras drogas ilícitas. Parte de la dificultad a la hora de reducir el uso de alcohol y drogas ilícitas ha sido la repartición del área aborigen entre tres jurisdicciones: Australia Meridional, Australia Occidental y el Territorio del Norte. Este cruce de jurisdicciones ha hecho que la aplicación de las leyes de tráfico de drogas sea difícil, pero en 2007 se reportó que la colaboración entre estos tres estados estaba dando frutos.

## Historia reciente
- En julio de 2007, la policía de Australia Meridional en cooperación con tiendas de venta de licor en Coober Pedy (250 kilómetros de la entrada sureste de las tierras) acordaron crear un registro de compra de bebidas alcohólicas para de esta manera permitir a la policía identificar a las personas que estén transportando grandes cantidades de alcohol a tierras aborígenes.

- También en julio de 2007, el ministro de Asuntos Aborígenes de la Mancomunidad, Mal Brough, ofreció ayuda federal para un «ataque contra las drogas y el alcohol» en las tierras aborígenes de Australia Meridional tales como las de APY.[7]

- En julio de 2007, UnitingCare Wesley Adelaide creó un sitio web, papertracker.com.au, para monitorear las promesas de inversión tanto del gobierno estatal como el gobierno federal en tierras APY, dando seguimiento al cumplimiento de esas promesas.

- A principios de agosto de 2007, el gobierno laborista de Mike Rann de Australia Meridional anunció un paquete de 34 millones de dólares australianos para «mejorar el bienestar de los pueblos aborígenes» en las tierras APY. 25 millones se destinaron a la mejora de viviendas y los restantes 8 millones en fuerzas policiales en Amata y Pukatja.[8]

- En noviembre de 2007, el Comisionado de Policía de Australia Meridional, Mal Hyde, anunció la firma de un nuevo acuerdo para la Policía de Australia Meridional que incluía paquetes de incentivos para atraer policías para que trabajen áreas rurales y remotas tales como las tierras de APY.[9]

- En mayo de 2008, el juez de la Corte Suprema retirado, el Hon E. P. "Ted" Mullighan QC entregó su reporte adicional a su investigación de Niños bajo el Cuidado del Estado, titulado la "Comisión de Investigación Sobre Niños en tierras Anangu Pitjantjatjara Yankunytjatjara (APY) - Un Reporte Sobre Abuso Sexual" en el que el comisionado Mullighan comienza el prefacio de la siguiente manera: «Esta investigación ha descubierto una triste lista de historias de las Tierras. He escuchado que el abuso de niños en las Tierras ha sido común a lo largo de las comunidades por muchos años...»[10]

- En diciembre de 2009 el Parlamento de Australia Meridional pasó en forma retrasada la "Ley de Enmienda a los Derechos de la Tierra

Anangu Pitjantjatjara Yankunytjatjara".

## Reglamentación
Las funciones reglamentadas del gobierno del APY son:
(a) determinar los deseos y opiniones de los dueños tradicionales en relación con la administración, uso y control de las tierras para satisfacer, cuando sea posible, esos deseos y opiniones;
(b) proteger los intereses de los dueños tradicionales en relación con la administración, uso y control de las tierras; y
(c) negociar con personas que deseen utilizar, ocupar u obtener acceso a cualquier parte de las tierras;
(d) administrar la tierra delimitada en Anangu Pitjantjatjara Yankunytjatjara.

## Demografía
Según estadísticas del censo de 2006 del ABS, las Tierras APY contaban con 2.230 residentes, de los cuales 50,6% eran mujeres y el 84,5% del total eran Aborígenes australianos (comparado con el porcentaje nacional del 2,3%)
Las comunidades de las Tierras APY tenían una proporción significativamente más alta de personas jóvenes que el promedio nacional australiano, y de igual manera una proporción más baja de personas mayores que el promedio nacional.
98% de los residentes habían nacido en Australia. (comparado con el 86,1% a nivel nacional).
58,6% de los residentes indicaron que el pitjantjatjara era el idioma hablado en casa, mientras que 14,3% indicaron que su idioma era el yankunytjatjara. 18,7% respondieron que hablaban inglés en el hogar, comparado con el 78,5% de la población australiana en su totalidad.
46,1% identificaron estar asociados con la Uniting Church in Australia (comparado con una afiliación a nivel nacional del 5,7%), explicado por la significativa presencia de la UCA en cada comunidad.
Los ingresos medios en las Tierras APY eran significativamente más bajos que en el resto de Australia, con un ingreso medio semanal de $219/semana, comparado con los $466/semana a nivel nacional.
Las Tierras APY cuentan con una proporción de familias de un solo padre significativamente más alta que el resto del país (30,1%, comparado con un 15,8% a nivel nacional).
La propiedad de viviendas es bajísima en las Tierras APY, en donde solo el 7% de los residentes es dueño o está en el proceso de comprar una casa - comparado con el 32,6% de australianos que son dueños completos de su hogar y un 32,2% que está en el proceso de compra (un total de 64,8%). La mayoría de los residentes de APY tienden a alquilar.
Los pueblos más grandes de la región son (según datos poblacionales del censo de 2006):
- Indulkana (339)
- Pukatja (Ernabella) (332)
- Amata (319)
- Mimili (303)

## Localidades
El área de gobierno local incluye a varias localidades de diferentes tamaños, muchas de ellas ubicadas en las Serranías Musgrave. A continuación, la lista completa:
- Umuwa - El centro administrativo de APY
- Amata
- Fregon
- Indulkana
- Irintata Homelands
- Kalka
- Kaltjiti Homelands
- Kanpi
- Mimili
- Mintabie, una comunidad de minería de ópalo predominantemente no-aborigen ubicada en el sur (solo accesible con permiso de APY)
- Murputja
- Nyapari
- Pipalyatjara
- Pukatja
- Tjurma Homelands
- Turkey Bore
- Watarru
- Watinuma
- Yunyarinyi

El Anangu Lands Paper Tracker, operado por Uniting Care Wesley Adelaide, provee un mapa interactivo de las comunidades (véase enlaces externos).

## Transporte público
El proyecto de UnitingCare Wesley Adealide, "Paper Tracker", indica que a partir de octubre de 2007 un servicio de bus operará a través de las tierras vía Marla con conexión a Alice Springs:
En 2004, el gobierno de Australia Meridional destinó fondos para un servicio de transporte público con buses en las Tierras APY. Desde octubre de 2007, un servicio de buses pasará por las comunidades del este de APY, conectando a la comunidad con Alice Springs via Marla.

## Comunicaciones
Incluso en esta remota área, las casas cuentan con teléfonos, acceso a múltiples canales de televisión (incluyendo a Imparja y ABC), y el correo es entregado vía aérea desde Alice Springs. Muchas de las localidades descritas arribas recibirán internet de banda ancha en el futuro cercano.

## LGAs vecinas
En 2008, el Territorio del Norte propuso bajo sus reformas de gobierno local la creación del Shire de MacDonnell, el cual se extiende por todo el sur del Territorio, desde la frontera oeste a la frontera este, de esta manera formando la frontera norte de las Tierras APY.
El Outback Areas Community Development Trust de Australia Meridional no es un LGA, pero es la autoridad responsable por el desarrollo de las áreas aledañas a las Tierras APY (excluyendo Maralinga Tjarutja al sur y el Consejo de Distrito de Coober Pedy al, no inmediato, pero relativamente cercano, sureste).